# Līwān

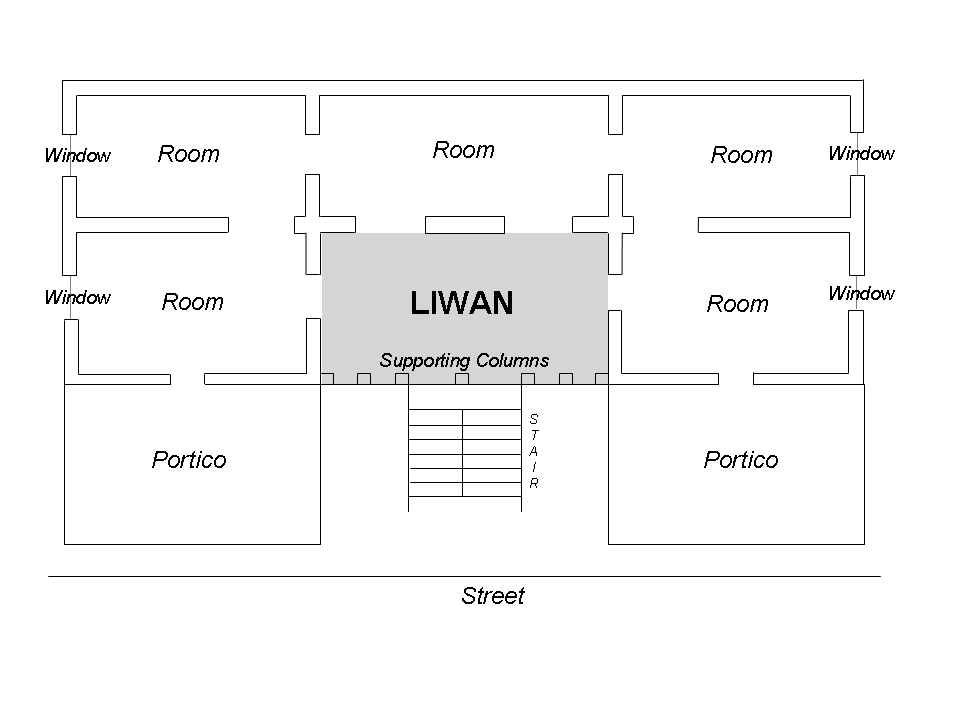
Pianta di un'abitazione araba costruita attorno al līwān.

Il līwān (in arabo ليوان‎?) è un ambiente aperto verso il lato nord delle case arabe dei paesi del Mediterraneo come Siria, Palestina o Libano).
È un ambiente circondato da tre pareti e un tetto che è sorretto da colonne decorate con arabeschi. La sua funzione è quella di stanza per ricevere gli ospiti nei mesi estivi, dato che è aperto verso nord, ed è in genere un luogo fresco. Il līwān sorge su un pavimento che si alza di 24 cm (o 40 cm) rispetto al terreno della casa. La parete principale del līwān contiene una sorta di miḥrāb con varie forme ornamentali. Su entrambi i lati del līwān si sviluppano due stanze simmetriche.